# Michael Haußner
 (mai 2022).
Si vous disposez d'ouvrages ou d'articles de référence ou si vous connaissez des sites web de qualité traitant du thème abordé ici, merci de compléter l'article en donnant les références utiles à sa vérifiabilité et en les liant à la section « Notes et références ».
Michael Haußner, né le 16 juillet 1954 à Augsbourg, est un jurisconsulte allemand et employé politique. Il était Secrétaire d’État (Staatssekretär) dans le Ministère de la Justice de la Thuringe.

## Biographie
Michael Haußner avait été dans les classes primaires à Augsbourg et à Munich, c’est au Lycée Maximilien (rrMaximiliansgymnasiumrr) de Munich qu’il a passé son baccalauréat. Après le service militaire il a été étudiant en droit à l’Université de Louis-Maximilien de Munich (de 1975 à 1980), et il passa les Examens d’État de la Jurisprudence en juillet 1980 et en mai 1983. Après, il devint assistant à cette même université  et puis il s’en alla à Fukuoka (Japon) comme assistant d’échange.
En 1984, il fut nommé juge d’épreuve et, en 1986, on le nomma Procureur prés le tribunal de Munich. Après avoir enseigné le droit comme professeur à l’École Pratique de Starnberg (« Bayerische Beamtenfachhochschule Starnberg ») Michael Haußner devint juge de première instance à Munich. À partir de 1994 il était procureur, en 1996 il fut délégué à la magistrature du parquet d’Erfurt et en 1998 on le délégua au Ministère des Affaires de Justice et de l’Europe de la Thuringe. Ensuite, il retourna à Munich où il devint juge de première instance en 1999, puis juge de deuxième instance en 2002. C’est juin 2005 qu’il fut nommé Procureur Général de la Thuringe.
Michael Haußner fut nommé Secrétaire d’État en juin 2005, il travaillait au Ministère de la Justice de la Thuringe. Il se présenta aux élections à l’Assemblée  Thuringienne sur une place vouée à l’échec dans la liste de la Démocratie Chrétienne. C’est pour cela que ce Ministère passa aux Sociaux-Démocrates après les élections et Dietmar Herz remplaça Haußner comme Secrétaire d’État de la Justice.
Depuis le début de 2011 Michael Haußner est actif dans la capitale de la Croatie, Zagreb, comme conseiller du Ministère de la Justice : il y fut nommé par la GIZ et la IRZ (« Gesellschaft für Internationale Zusammenarbeit Gmbh » et « Deutsche Stiftung für Internationale Rechtliche Zusammenarbeit e.V»).
Michael Haußner est marié, le couple a deux enfants.